# حمض السلفاميك
حمض السلفاميك هو مركب كيميائي صيغته الكيميائية H3NSO3، ويوجد على هيئة صلب بلوري أبيض.
لهذا المركب بنية تقع وسطاً بين ببنية حمض الكبريتيك (H2SO4) والسلفاميد (H4N2SO2). وهو مشتق من حمض الكبريتيك، وذلك بأن تحل مجموعة أمينية محل مجموعة هيدروكسيل، لذلك يسمى المركب أيضاً أميد حمض الكبريتيك وكذلك أميد حمض السلفونيك. تسمى أملاح حمض السلفاميك باسم السلفامات.

## التحضير
يحضر هذا المركب من تفاعل اليوريا مع حمض ثنائي الكبريتيك:
{\displaystyle \mathrm {CO(NH_{2})_{2}+H_{2}S_{2}O_{7}\longrightarrow 2\ H_{2}NSO_{3}H+CO_{2}} }
أنتج عالمياً من هذا المركب في سنة 1995 قرابة 96 ألف طن.

## الخواص
يوجد هذا المركب في الشروط القياسية على هيئة صلب بلوري أبيض؛ وهو قابل للانحلال (الذوبان) في الماء.
يمكن وصف بنية حمض السلفاميك  بالصيغة -H3N-SO3+ ليحصل على أيون مزدوج

شكل الأيون المزدوج (على اليمين) لحمض السلفاميك

أما الصنو H2N-SO2(OH) فلا يوجد في الطور الصلب.

## الاستخدامات
لهذا المركب العديد من التطبيقات، منها استخدامه في تركيب عوامل التنظيف ومزيل الترسبات.